# Richard Delvy
Richard Delvy (* 20. April 1942 in Bridgeport Connecticut; † 6. Februar 2010 in West Hills, Los Angeles) war ein US-amerikanischer Surfmusik-Schlagzeuger, Produzent und Musikverleger. Er war einer der Pioniere im Genre Surfrock.

## Karriere
Delvys erste Band als Schlagzeuger waren The Belairs. Mit deren Gitarristen Jim Roberts gründete er The Challengers. Mit seiner Band veröffentlichte er 15 Alben. Seinen guten Geschäftssinn bewies er als Verleger mit Miraleste Music: So erwarb er die Rechte am Surf-Klassiker Mr. Moto, das er als Mr. Moto 65 mit den Challengers auch selbst einspielte. Sein größter Coup war allerdings die Übernahme der Songwriter-Credits für Wipe Out, das er zusammen mit dem Produzenten-Kollegen John Marascalco vermarktete. Er betrieb unter seinem Namen eine Firma mit mehreren Plattenlabels, darunter Triumph Records und Princess Records. Als Produzent arbeitete Delvy in den Bereichen Hot Rod, Folk, Rock und Psychedelic Rock. Tony Orlando und David Cassidy begleitete er als musikalischer Direktor auf deren Konzertreisen.